# Rhytidoponera
Rhytidoponera är ett släkte av myror. Rhytidoponera ingår i familjen myror.

## Bildgalleri

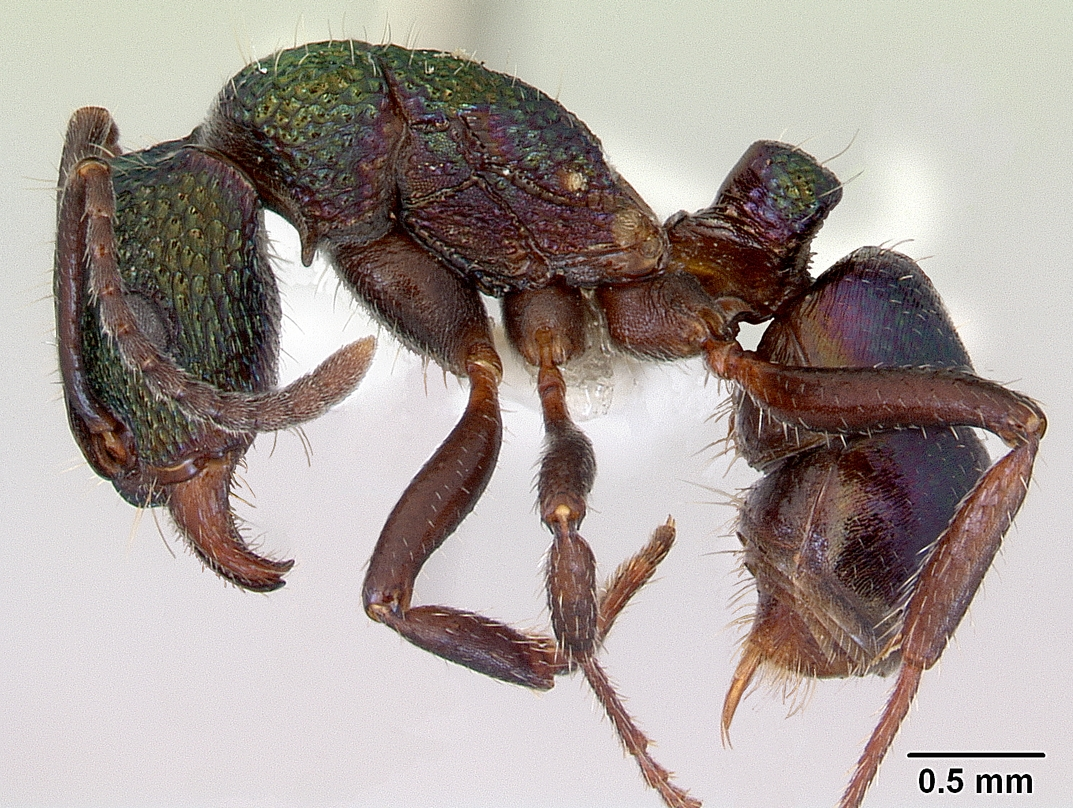

## Dottertaxa tillRhytidoponera, i alfabetisk ordning[1]
- Rhytidoponera abdominalis
- Rhytidoponera acanthoponeroides
- Rhytidoponera aciculata
- Rhytidoponera aenescens
- Rhytidoponera anceps
- Rhytidoponera aquila
- Rhytidoponera araneoides
- Rhytidoponera arborea
- Rhytidoponera aspera
- Rhytidoponera atropurpurea
- Rhytidoponera aurata
- Rhytidoponera barnardi
- Rhytidoponera barretti
- Rhytidoponera borealis
- Rhytidoponera carinata
- Rhytidoponera celtinodis
- Rhytidoponera cerastes
- Rhytidoponera chalybaea
- Rhytidoponera chnoopyx
- Rhytidoponera clarki
- Rhytidoponera confusa
- Rhytidoponera convexa
- Rhytidoponera cornuta
- Rhytidoponera crassinoda
- Rhytidoponera cristata
- Rhytidoponera croesus
- Rhytidoponera depilis
- Rhytidoponera dubia
- Rhytidoponera enigmatica
- Rhytidoponera eremita
- Rhytidoponera ferruginea
- Rhytidoponera flavicornis
- Rhytidoponera flavipes
- Rhytidoponera flindersi
- Rhytidoponera foreli
- Rhytidoponera foveolata
- Rhytidoponera fulgens
- Rhytidoponera fuliginosa
- Rhytidoponera greavesi
- Rhytidoponera gregoryi
- Rhytidoponera haeckeli
- Rhytidoponera hanieli
- Rhytidoponera hilli
- Rhytidoponera impressa
- Rhytidoponera incisa
- Rhytidoponera inops
- Rhytidoponera inornata
- Rhytidoponera insularis
- Rhytidoponera kirghizorum
- Rhytidoponera koumensis
- Rhytidoponera kurandensis
- Rhytidoponera laciniosa
- Rhytidoponera lamellinodis
- Rhytidoponera laticeps
- Rhytidoponera levior
- Rhytidoponera litoralis
- Rhytidoponera luteipes
- Rhytidoponera maledicta
- Rhytidoponera maniae
- Rhytidoponera mayri
- Rhytidoponera metallica
- Rhytidoponera micans
- Rhytidoponera mimica
- Rhytidoponera mirabilis
- Rhytidoponera nexa
- Rhytidoponera nitida
- Rhytidoponera nitidiventris
- Rhytidoponera nodifera
- Rhytidoponera nudata
- Rhytidoponera numeensis
- Rhytidoponera opaciventris
- Rhytidoponera peninsularis
- Rhytidoponera pilosula
- Rhytidoponera pulchella
- Rhytidoponera punctata
- Rhytidoponera punctigera
- Rhytidoponera punctiventris
- Rhytidoponera purpurea
- Rhytidoponera reflexa
- Rhytidoponera reticulata
- Rhytidoponera rotundiceps
- Rhytidoponera rufescens
- Rhytidoponera rufithorax
- Rhytidoponera rufiventris
- Rhytidoponera rufonigra
- Rhytidoponera scaberrima
- Rhytidoponera scabra
- Rhytidoponera scabrior
- Rhytidoponera socra
- Rhytidoponera spoliata
- Rhytidoponera strigosa
- Rhytidoponera subcyanea
- Rhytidoponera tasmaniensis
- Rhytidoponera taurus
- Rhytidoponera tenuis
- Rhytidoponera terrestris
- Rhytidoponera trachypyx
- Rhytidoponera turneri
- Rhytidoponera tyloxys
- Rhytidoponera versicolor
- Rhytidoponera victoriae
- Rhytidoponera wilsoni
- Rhytidoponera violacea
- Rhytidoponera viridis
- Rhytidoponera yorkensis